# Nouvelle démocratie serbe
Pour les articles homonymes, voir Nouvelle démocratie.
La Nouvelle démocratie serbe (en serbe : Nova srpska demokratija abrégé NSD ou officiellement NOVA ; en serbe en écriture cyrillique : Нова српска демократија) est un parti politique nationaliste serbe de droite monténégrin

## Histoire
La Nouvelle démocratie serbe (NSD) est fondé fin janvier 2009, par la fusion de la majorité du Parti populaire serbe (SNS) avec celle du Parti populaire socialiste (en) (NSS). La fusion a lieu à la suite d'une série de bouleversements politiques et de conflits au sein de la coalition appelée Liste serbe.

## Résultats électoraux

### Élections présidentielles
| Élection | Candidat       | 1er tour | 1er tour | 2d tour | 2d tour | Résultat     | Notes                         |
| Élection | Candidat       | Voix     | %        | Voix    | %       | Résultat     | Notes                         |
| -------- | -------------- | -------- | -------- | ------- | ------- | ------------ | ----------------------------- |
| 2013     | Miodrag Lekić  | 154 289  | 48,79    | –       | –       | Non élu (#2) | Candidat indépendant, soutien |
| 2018     | Mladen Bojanić | 111 711  | 33,40    | –       | –       | Non élu (#2) | Candidat indépendant, soutien |
| 2023     | Andrija Mandić | 65 385   | 19,32    | –       | –       | Non élu (#3) | Candidat du DF                |

### Élections législatives
| Élection | Alliance | Chef           | Votes   | %     | Sièges | Rang | Gouvernement           |
| -------- | -------- | -------------- | ------- | ----- | ------ | ---- | ---------------------- |
| 2009     | –        | Andrija Mandić | 29 883  | 9,22  | 8 / 81 | 3e   | Opposition             |
| 2012     | DF       | Andrija Mandić | 82 773  | 22,92 | 8 / 81 | 2e   | Opposition             |
| 2016     | DF       | Andrija Mandić | 77 784  | 20,32 | 8 / 81 | 2e   | Opposition             |
| 2020     | ZBCG     | Andrija Mandić | 133 261 | 32,55 | 9 / 81 | 2e   | Soutien (2020-2022)    |
| 2020     | ZBCG     | Andrija Mandić | 133 261 | 32,55 | 9 / 81 | 2e   | Opposition (2022-2023) |
| 2023     | ZBCG     | Andrija Mandić | 44 565  | 14,74 | 9 / 81 | 3e   | Soutien                |